# Dethard von Winterfeld
Dethard von Winterfeld (* 21. August 1938 in Stettin) ist ein deutscher Kunsthistoriker mit Schwerpunkt in der Architekturgeschichte.

## Biographie
Dethard von Winterfeld entstammt einem weitverzweigten preußischen Adelsgeschlecht, das zahlreiche Offiziere und Verwaltungsbeamte stellte. Sein Vater war Landrat in Stettin. Nach 1945 siedelte die Familie nach Weimar über und schließlich nach Darmstadt, wo von Winterfeld das Abitur ablegte.
Nach einem Industriepraktikum in Dortmund nahm er 1958 an der Universität Stuttgart das Studium des Maschinenbaus auf. Er hörte nebenbei bei Hans Wentzel Kunstgeschichte, was nach dem Maschinenbau-Vordiplom zum Fachrichtungswechsel  führte. Ab 1961 studierte von Winterfeld Kunstgeschichte an der Universität Bonn.
Bereits in Stuttgart war er als Zeichner bei der Bauaufnahme des Doms zu Speyer eingestellt worden. Diese Tätigkeit, die sich bis 1972 erstreckte, war wegweisend für seine weitere akademische Laufbahn, in der er sich schwerpunktmäßig mit Sakralbauten des Mittelalters befasste. 1969 wurde er bei Herbert von Einem in Bonn mit einer Arbeit über die Baugeschichte des Bamberger Doms promoviert. Von 1970 bis 1980 war er wissenschaftlicher Assistent, ab 1975 Akademischer Rat an der Universität Heidelberg. Während dieser Zeit erweiterte er seine Dissertation zu einer Monographie. Diese wurde aufgrund ihrer herausragenden Qualität als Habilitationsschrift angenommen, obwohl sie bereits publiziert war und dasselbe Thema wie seine Dissertation behandelte. 1979 bis 1980 war er Lehrstuhlvertreter Otto von Simsons an der FU Berlin. Bereits vor Abschluss seines Habilitationsverfahrens wurde er zum Sommersemester 1980 an die Universität Kiel berufen. Von dort wechselte er 1984 an die Universität Mainz. 2003 wurde von Winterfeld nach Erreichen der Altersgrenze emeritiert. Er hält jedoch weiterhin Lehrveranstaltungen ab.
Von Winterfeld war kunsthistorischer Berater bei der Altstadtsanierung in Speyer und Heidelberg. Ab 1984 war er Mitglied im Landesbeirat für Denkmalpflege des Landes Rheinland-Pfalz. Seit 1995 ist er Mitglied des wissenschaftlichen Beirates und des Kuratoriums für den Speyrer Dom. Von 1988 bis 1992 war er zudem Vorsitzender des Verbandes Deutscher Kunsthistoriker.
1988 war von Winterfeld Initiator der Gründung des deutsch-polnischen Arbeitskreises für Kunstgeschichte, der noch zur Zeit des Kalten Krieges sich zum gemeinsamen Kulturerbe Deutschlands und Polens bekannte. Für diesen völkerverständigenden Aspekt seiner Arbeit erhielt er 1998 den polnischen Orden Pour le mérite culturel – za zaslugi dla kultury polskiej. 2011 erhielt er das Verdienstkreuz 1. Klasse der Bundesrepublik Deutschland verliehen. Er ist auswärtiges Mitglied der Polnischen Akademie der Wissenschaften. In Würdigung seiner Verdienste um den Speyerer Dom wurde von Winterfeld im Januar 2019 das Ritterkreuz des Ordens des heiligen Papstes Silvester (Silvesterorden) verliehen.

## Wissenschaft
Von Winterfeld beschäftigt sich hauptsächlich mit Sakralbauten des Mittelalters, wobei ein Schwerpunkt auf der romanischen Baukunst liegt. Er hat jedoch auch über vorromanische Bauten wie die Stiftskirche Gernrode oder St. Michael in Hildesheim publiziert. Bereits bei seiner Arbeit zum Bamberger Dom wurden Fragestellungen zur Gotik angeschnitten. Bei seinen Forschungen zum Dom von Siena wurden auch spätgotische Fragestellungen berührt. Seine Arbeitsweise ging stets vom Objekt und dessen genauer Autopsie aus. Von Winterfelds zweites Tätigkeitsgebiet ist die Denkmalpflege, wo er sich deutlich und mitunter kritisch für die Umsetzung der von Georg Dehio 1905 geprägten Devise „Konservieren, nicht restaurieren“ ausspricht. Mit Ernst Badstübner, Dietmar Popp und Andrzej Tomaszewski gab er 2005 den Band Polen. Schlesien im Auftrag des Herder-Instituts Marburg und der Dehio-Vereinigung in der Reihe Dehio-Handbuch der Kunstdenkmäler in Polen heraus.

## Schriften (Auswahl)
- Untersuchungen zur Baugeschichte des Bamberger Domes. Dissertation Universität Bonn 1972.
- Der Dom in Bamberg. Zwei Bände. Mann, Berlin 1979, ISBN 3-7861-1140-5 und ISBN 3-7861-1141-3.
- Die Kaiserdome Speyer, Mainz, Worms und ihr romanisches Umland. Schnell und Steiner, Regensburg 2000, ISBN 3-7954-1293-5.
- Romanik am Rhein. Theiss, Stuttgart 2001, ISBN 3-8062-1419-0.
- Die Abteikirche Maria Laach. Geschichte – Architektur – Kunst – Bedeutung. Schnell und Steiner, Regensburg 2004, ISBN 3-7954-1681-7.

Festschriften
- Ute Engel u. a. (Hrsg.): Meisterwerke mittelalterlicher Architektur. Beiträge und Biographie eines Bauforschers. Festgabe für Dethard von Winterfeld zum 65. Geburtstag. Schnell und Steiner, Regensburg 2003, ISBN 3-7954-1531-4.
- Gabriel Dette u. a. (Hrsg.): Magister operis. Beiträge zur mittelalterlichen Architektur Europas. Festgabe für Dethard von Winterfeld zum 70. Geburtstag. Schnell und Steiner, Regensburg 2008, ISBN 978-3-7954-2065-9.